# レディパステル
レディパステル（Lady Pastel、1998年4月26日 - 不明）は日本の競走馬、繁殖牝馬。主な勝ち鞍は2001年の優駿牝馬、2003年の中山牝馬ステークス、府中牝馬ステークス。

## 経歴

### 競走馬時代
一口馬主クラブのひとつであるロードサラブレッドオーナーズの所有馬として2001年1月8日、中山芝1800メートルの新馬戦にて、厩舎所属の嘉藤貴行を背にデビュー。芝を2戦するも3着・2着と勝ちきれず、ダートに変わった3戦目で初勝利。続く芝の500万下ではクビ差の2着。この結果によりデビューより手綱を握っていた嘉藤は乗り替わりとなった。続く桜花賞前日のミモザ賞は蛯名正義との新コンビで快勝し、トライアルから優駿牝馬というローテーションで本番を目指すことが決定した。
しかし出走予定のフローラステークスには、蛯名とのコンビでフラワーカップを勝ったタイムフェアレディが先約していたこともあり蛯名が騎乗できず、横山典弘もローズバドに騎乗するため関東の有力騎手がいないという事態に陥った。そこで、陣営は息子の耳の治療専念を理由に4月から短期免許を取得し来日していたケント・デザーモに騎乗を依頼。デザーモとの新コンビで臨んだフローラステークスは一番人気に推されたものの、オイワケヒカリに届かず2着に終わる。
そして迎えた本番の優駿牝馬。桜花賞を圧勝したテイエムオーシャンが圧倒的な1番人気になるなか、本馬は5番人気（単勝オッズ17.6倍）であった。レースではテイエムオーシャン直線で伸びず、直線一気に賭けた本馬は、同じく後方から伸びたローズバドとの競り合いをクビ差制して、初重賞がクラシック制覇、鞍上のデザーモは外国人初のクラシック勝ちとなった。
秋は、蛯名正義と再コンビを組み紫苑ステークスから始動し勝利を収めた。テイエムオーシャンとローズバドに次ぐ3番人気で迎えた秋華賞では、中団から伸びたものの外々を回る展開で、テイエムオーシャンには届かず、最後方から末脚を見せたローズバドにもかわされて3着。続くエリザベス女王杯は、秋華賞で敗れた2頭に加えて、トゥザヴィクトリーとティコティコタックも出走するというメンバーとなり、古馬2頭をおさえて3番人気に推された。レースは古馬2頭とほぼ同位置でレースを進め、直線では最内を突いたが、4着に終わる。なお、本レースは1着から5着までがハナ・ハナ・クビ・クビの大混戦であり、本馬も走破タイムは勝ち馬と同タイムであった。
その後古馬になり、牝馬戦線を中心に使われ、中山牝馬ステークスや府中牝馬ステークスに勝利した。また牡馬に混じり目黒記念で2着に入るなど、東京競馬場を中心に好走をしている。2002年のエリザベス女王杯は3着、翌年のエリザベス女王杯も4着に好走し、同レースを最後に引退。2003年11月22日にオークスを制した東京競馬場で引退式を行った。
生涯21戦し一度も掲示板をはずさず、馬券圏内を外したのも4度と、堅実な成績を残している。

### 繁殖牝馬時代
日本ではなくヨーロッパに繋養され、初年度・2年目ともにロックオブジブラルタルと交配されともに牡馬を出産した。その後産駒は日本に輸入されたが、ヨーロッパ産のため外国産馬の扱いで2007年に初仔のロードバロックが競走馬デビューし、2008年に初勝利を挙げている。
3年目はモンジューと交配されたあとに日本へ帰国し、ケイアイファームで繋養されていたが、2019年10月2日付で用途変更。2022年時点では功労馬になっておらず、行方が分かっていない。

## 競走成績
以下の内容はnetkeiba.comの情報に基づく。
| 競走日     | 競馬場 | 競走名               | 格      | 距離（馬場）  | 頭 数 | 枠 番 | 馬 番 | オッズ （人気） | 着順 | タイム （上がり3F） | 着差 | 騎手        | 斤量 [kg] | 1着馬（2着馬）       | 馬体重 [kg] |
| ---------- | ------ | -------------------- | ------- | ------------- | ----- | ----- | ----- | --------------- | ---- | ------------------- | ---- | ----------- | --------- | -------------------- | ----------- |
| 2001.01.08 | 中山   | 3歳新馬              |         | 芝1800m（不） | 14    | 8     | 14    | 007.40（3人）   | 03着 | R1:56.8（37.7）     | -0.6 | 0嘉藤貴行   | 50        | ルゼル               | 448         |
| 0000.01.20 | 中山   | 3歳新馬              |         | 芝2000m（良） | 16    | 8     | 15    | 005.30（2人）   | 02着 | R2:05.0（36.3）     | -0.1 | 0嘉藤貴行   | 50        | ダガーマック         | 450         |
| 0000.01.20 | 東京   | 3歳未勝利            |         | ダ1600m（良） | 16    | 1     | 2     | 003.60（2人）   | 01着 | R1:40.4（38.7）     | -0.2 | 0嘉藤貴行   | 50        | （オートマリア）     | 446         |
| 0000.03.11 | 中山   | 3歳500万下           |         | 芝1800m（良） | 12    | 4     | 4     | 008.10（5人）   | 02着 | R1:51.3（37.4）     | -0.0 | 0嘉藤貴行   | 51        | ユーワレキシントン   | 440         |
| 0000.04.07 | 中山   | ミモザ賞             | 500万下 | 芝2000m（良） | 10    | 7     | 8     | 002.40（2人）   | 01着 | R2:02.5（35.5）     | -0.3 | 0蛯名正義   | 53        | (フェイムドグレイス) | 446         |
| 0000.04.22 | 東京   | フローラS            | GII     | 芝2000m（良） | 16    | 5     | 9     | 003.90（1人）   | 02着 | R2:01.6（35.4）     | -0.1 | 0K.デザーモ | 54        | オイワケヒカリ       | 444         |
| 0000.05.20 | 東京   | 優駿牝馬             | GI      | 芝2400m（良） | 18    | 7     | 13    | 017.60（5人）   | 01着 | R2:26.3（34.4）     | -0.0 | 0K.デザーモ | 55        | (ローズバド)         | 448         |
| 0000.09.08 | 中山   | 紫苑S                | OP      | 芝1800m（良） | 9     | 6     | 6     | 001.80（1人）   | 01着 | R1:47.3（34.5）     | -0.1 | 0蛯名正義   | 54        | (ドリームカムカム)   | 452         |
| 0000.10.14 | 京都   | 秋華賞               | GI      | 芝2000m（良） | 18    | 3     | 6     | 005.10（3人）   | 03着 | R1:58.9（35.4）     | -0.4 | 0蛯名正義   | 55        | テイエムオーシャン   | 446         |
| 0000.11.11 | 京都   | エリザベス女王杯     | GI      | 芝2200m（良） | 15    | 6     | 11    | 005.10（3人）   | 04着 | R2:11.1（34.0）     | -0.0 | 0蛯名正義   | 54        | トゥザヴィクトリー   | 452         |
| 2002.03.09 | 中山   | 中山牝馬S            | GIII    | 芝1800m（良） | 14    | 3     | 3     | 002.90（2人）   | 03着 | R1:46.4（34.9）     | -1.0 | 0蛯名正義   | 55.5      | ダイヤモンドビコー   | 452         |
| 0000.04.22 | 東京   | メトロポリタンS      | OP      | 芝2300m（稍） | 11    | 2     | 2     | 004.90（2人）   | 02着 | R2:20.9（36.4）     | -0.2 | 0蛯名正義   | 55        | ツルマルボーイ       | 458         |
| 0000.05.18 | 東京   | 目黒記念             | GII     | 芝2500m（重） | 18    | 4     | 7     | 005.10（3人）   | 04着 | R2:32.2（37.1）     | -0.4 | 0蛯名正義   | 55        | トシザブイ           | 458         |
| 0000.08.11 | 札幌   | クイーンS            | GIII    | 芝1800m（良） | 14    | 8     | 14    | 005.30（3人）   | 05着 | R1:48.2（36.2）     | -0.1 | 0蛯名正義   | 56        | ミツワトップレディ   | 468         |
| 0000.10.13 | 中山   | 府中牝馬S            | GIII    | 芝1800m（良） | 11    | 1     | 1     | 004.70（2人）   | 03着 | R1:46.4（34.8）     | -0.4 | 0田中勝春   | 55        | ダイヤモンドビコー   | 460         |
| 0000.11.10 | 京都   | エリザベス女王杯     | GI      | 芝2200m（良） | 13    | 1     | 1     | 012.40（4人）   | 03着 | R2:13.8（33.4）     | -0.6 | 0蛯名正義   | 56        | ファインモーション   | 458         |
| 2003.03.15 | 中山   | 中山牝馬S            | GIII    | 芝1800m（良） | 16    | 2     | 3     | 004.60（3人）   | 01着 | R1:46.7（35.2）     | -0.1 | 0蛯名正義   | 56        | (テンエイウイング)   | 458         |
| 0000.04.26 | 東京   | 東京リニューアル記念 | OP      | 芝2400m（良） | 13    | 6     | 8     | 004.10（3人）   | 02着 | R2:24.3（34.5）     | -0.3 | 0蛯名正義   | 56        | タップダンスシチー   | 458         |
| 0000.05.24 | 東京   | 目黒記念             | GII     | 芝2500m（良） | 17    | 5     | 10    | 004.10（2人）   | 02着 | R2:31.3（34.0）     | -0.1 | 0蛯名正義   | 56        | トシザブイ           | 460         |
| 0000.10.19 | 府中   | 府中牝馬S            | GIII    | 芝1800m（良） | 14    | 6     | 9     | 002.10（1人）   | 01着 | R1:46.6（33.8）     | -0.2 | 0蛯名正義   | 56        | (ローズバド)         | 464         |
| 0000.11.16 | 京都   | エリザベス女王杯     | GI      | 芝2200m（良） | 15    | 2     | 3     | 007.60（4人）   | 04着 | R2:12.1（35.5）     | -0.3 | 0蛯名正義   | 56        | アドマイヤグルーヴ   | 456         |

## 繁殖成績
7番仔パルテノンの産駒マテンロウオリオンが、2022年のシンザン記念を制している。
|        | 馬名               | 生年   | 性 | 毛色   | 父                     | 厩舎                                                                                   | 馬主                                             | 戦績                  |
| ------ | ------------------ | ------ | -- | ------ | ---------------------- | -------------------------------------------------------------------------------------- | ------------------------------------------------ | --------------------- |
| 初仔   | ロードバロック     | 2005年 | 牡 | 鹿毛   | ロックオブジブラルタル | 美浦・田中清隆 →大井（小林）・堀千亜樹 →水沢・関本浩司 →金沢・宗綱泰彦 →盛岡・城地俊光 | （株）ロードホースクラブ →中村伊三美 →大黒富美子 | 92戦4勝（引退）       |
| 2番仔  | ロードロックスター | 2006年 | 牡 | 鹿毛   | ロックオブジブラルタル | 栗東・池江泰郎 →栗東・笹田和秀 →大井（小林）・堀千亜樹 →水沢・三野宮通 →水沢・高橋純   | （株）ロードホースクラブ →中村伊三美 →小澤卓     | 55戦4勝（引退）       |
| 3番仔  | レディハピネス     | 2007年 | 牝 | 鹿毛   | Montjeu                | 栗東・池江泰寿                                                                         | （株）ロードホースクラブ                         | 6戦0勝（引退・繁殖）  |
| 4番仔  | エアジャクソン     | 2008年 | 牡 | 青鹿毛 | ディープインパクト     | 栗東・角居勝彦                                                                         | （株）ラッキーフィールド                         | 不出走（引退）        |
| 5番仔  | ロードアクレイム   | 2009年 | 牡 | 鹿毛   | ディープインパクト     | 栗東・藤原英昭                                                                         | （株）ロードホースクラブ                         | 8戦2勝（引退）        |
|        | （不受胎）         | 2010年 |    |        | アドマイヤムーン       |                                                                                        |                                                  |                       |
| 6番仔  | フィラデルフィア   | 2011年 | 牝 | 黒鹿毛 | ディープインパクト     | 栗東・笹田和秀                                                                         | （株）ロードホースクラブ                         | 3戦0勝（引退・繁殖）  |
| 7番仔  | パルテノン         | 2012年 | 牝 | 鹿毛   | キングカメハメハ       | 栗東・藤原英昭 →西脇・橋本忠明                                                         | （株）ロードホースクラブ →中村伊三美             | 10戦1勝（引退・繁殖） |
|        | （不受胎）         | 2013年 |    |        | ダイワメジャー         |                                                                                        |                                                  |                       |
| 8番仔  | パステラリア       | 2014年 | 牝 | 鹿毛   | エンパイアメーカー     | 栗東・高野友和                                                                         | （株）ロードホースクラブ                         | 5戦1勝（引退・繁殖）  |
| 9番仔  | ロードハナブサ     | 2015年 | 牡 | 栗毛   | キングカメハメハ       | 美浦・高柳瑞樹 →道営・沼澤英知                                                         | （株）ロードホースクラブ →光安慎一               | 14戦0勝（引退）       |
|        | （不受胎）         | 2016年 |    |        | ロードカナロア         |                                                                                        |                                                  |                       |
| 10番仔 | パステルリリー     | 2017年 | 牝 | 鹿毛   | ロードカナロア         | 栗東・杉山晴紀                                                                         | 草間庸文                                         | 1戦0勝（引退・繁殖）  |
|        | （不受胎）         | 2018年 |    |        | ロードカナロア         |                                                                                        |                                                  |                       |
| 11番仔 | ロードレガシー     | 2019年 | 騸 | 鹿毛   | ロードカナロア         | 栗東・吉岡辰弥 →園田・高本友芳                                                         | （株）ロードホースクラブ →橋本政信               | 29戦6勝（現役）       |

- 2025年4月25日現在

## 血統表
| レディパステルの血統                              | レディパステルの血統                         | レディパステルの血統              | （血統表の出典）                  | （血統表の出典）      |
| 父系                                              | ゼダーン系                                   | ゼダーン系                        | ゼダーン系                        | [ § 2 ]               |
| 父 *トニービン Tony Bin 1983 鹿毛 アイルランド    | 父の父*カンパラ Kampala 1976 黒鹿毛 イギリス | Kalamoun                          | *ゼダーン                         | *ゼダーン             |
| 父 *トニービン Tony Bin 1983 鹿毛 アイルランド    | 父の父*カンパラ Kampala 1976 黒鹿毛 イギリス | Kalamoun                          | Khairunissa                       |                       |
| 父 *トニービン Tony Bin 1983 鹿毛 アイルランド    | 父の父*カンパラ Kampala 1976 黒鹿毛 イギリス | State Pension                     | *オンリーフォアライフ             | *オンリーフォアライフ |
| 父 *トニービン Tony Bin 1983 鹿毛 アイルランド    | 父の父*カンパラ Kampala 1976 黒鹿毛 イギリス | State Pension                     | Lorelei                           |                       |
| 父 *トニービン Tony Bin 1983 鹿毛 アイルランド    | 父の母Severn Bridge 1965 栗毛 イギリス       | Hornbeam                          | Hyperion                          | Hyperion              |
| 父 *トニービン Tony Bin 1983 鹿毛 アイルランド    | 父の母Severn Bridge 1965 栗毛 イギリス       | Hornbeam                          | Thicket                           |                       |
| 父 *トニービン Tony Bin 1983 鹿毛 アイルランド    | 父の母Severn Bridge 1965 栗毛 イギリス       | Priddy Fair                       | Preciptic                         | Preciptic             |
| 父 *トニービン Tony Bin 1983 鹿毛 アイルランド    | 父の母Severn Bridge 1965 栗毛 イギリス       | Priddy Fair                       | Campanette                        |                       |
| 母 *ピンクタートル Pink Turtle 1988 栗毛 アメリカ | 母の父Blushing Groom 1974 栗毛 フランス      | Red God                           | Nasrullah                         | Nasrullah             |
| 母 *ピンクタートル Pink Turtle 1988 栗毛 アメリカ | 母の父Blushing Groom 1974 栗毛 フランス      | Red God                           | Spring Run                        |                       |
| 母 *ピンクタートル Pink Turtle 1988 栗毛 アメリカ | 母の父Blushing Groom 1974 栗毛 フランス      | Runaway Bride                     | Wild Risk                         | Wild Risk             |
| 母 *ピンクタートル Pink Turtle 1988 栗毛 アメリカ | 母の父Blushing Groom 1974 栗毛 フランス      | Runaway Bride                     | Aimee                             |                       |
| 母 *ピンクタートル Pink Turtle 1988 栗毛 アメリカ | 母の母Turtle Cove 1970 黒鹿毛 アメリカ       | Dr.Fager                          | Rough'n Tumble                    | Rough'n Tumble        |
| 母 *ピンクタートル Pink Turtle 1988 栗毛 アメリカ | 母の母Turtle Cove 1970 黒鹿毛 アメリカ       | Dr.Fager                          | Aspidistra                        |                       |
| 母 *ピンクタートル Pink Turtle 1988 栗毛 アメリカ | 母の母Turtle Cove 1970 黒鹿毛 アメリカ       | Sunny Cove                        | Nearco                            | Nearco                |
| 母 *ピンクタートル Pink Turtle 1988 栗毛 アメリカ | 母の母Turtle Cove 1970 黒鹿毛 アメリカ       | Sunny Cove                        | Sunny Gulf                        |                       |
| 母系(F-No.)                                       | (FN:1-l)                                     | (FN:1-l)                          | (FN:1-l)                          | [ § 3 ]               |
| 5代内の近親交配                                   | Nasrullah 5×4、Nearco 5･4（母内）            | Nasrullah 5×4、Nearco 5･4（母内） | Nasrullah 5×4、Nearco 5･4（母内） | [ § 4 ]               |
| 出典                                              | 1. 2. 3. 4.                                  | 1. 2. 3. 4.                       | 1. 2. 3. 4.                       | 1. 2. 3. 4.           |

- 半姉ピノシェット（父ストームキャット）の孫にタマノブリュネット、曾孫にテーオーケインズがいる。